# Cianoacetilén
A cianoacetilén szerves vegyület, a legegyszerűbb cianopoliin. Képlete C3HN vagy H−C≡C−C≡N. Színképelemzéssel kimutatták, hogy a cianoacetilén megtalálható a csillagködökben és a Szaturnusz Titán nevű holdjának légkörében.
Több más molekula mellett a Miller–Urey-kísérletben cianoacetilén is keletkezett.

## Lásd még
- Dicianoacetilén, N≡C−C≡C−C≡N
- Diacetilén, H−C≡C−C≡C−H
- Dicián, N≡C−C≡N
- Hidrogén-cianid, H−C≡N
- Poliin, R−(−C≡C−)n−R

## Fordítás
- Ez a szócikk részben vagy egészben a Cyanoacetylene című angol Wikipédia-szócikk ezen változatának fordításán alapul.  Az eredeti cikk szerkesztőit annak laptörténete sorolja fel. Ez a jelzés csupán a megfogalmazás eredetét és a szerzői jogokat jelzi, nem szolgál a cikkben szereplő információk forrásmegjelöléseként.